# إنجو ميتزماخر
إنغو ميتزماخر ولد في يوم 10 نوفمبر في سنة1957 وهو عازف بيانو متدرب، درس القيادة مع فرانكو فيرارا . ثم أصبح عازف بيانو في فرقة الموسيقى المعاصرة فرقة حديثة، والتي أصبح قائدًا دائمًا لها في عام 1985 . قام بتسجيل أعمال كونلون نانكارو وهانز فيرنر هينزي . ثم عمل مساعدًا لقائد الفرقة الموسيقية في لا موناي في بروكسل حيث أدار العديد من عروض الأوبرا. في عام 1995، عُيَّن قائدًا ضيفًا رئيسيًا لأوركسترا بامبرج السيمفونية، حيث سجل معه مجموعة كاملة رائعة من سمفونيات كارل أماديوس هارتمان . بين عامي 1997 و2005 كان المدير العام للموسيقى في هامبورغ حيث عمل بشكل مكثف مع المخرج بيتر كونفيتشني.